# 小行星72042
小行星72042（72042 Dequeiroz）是一颗绕太阳运转的小行星，为主小行星带小行星。该小行星于2000年12月发现。
該小行星以葡萄牙-瑞士天文學家荷西·德·奎羅茲命名。

## 轨道参数
小行星72042的轨道半长轴为356 471 562 km，2.3828313 UA，离心率为0.140。